# Nasses stora film
Nasses stora film (engelska: Piglet's Big Movie) är en animerad film från 2003, producerad av Walt Disney Pictures. Filmen är den femte långfilmen om Nalle Puh. Den hade premiär 16 mars 2003.

## Handling
Filmen berättar en historia om vänskap och uppskattning. Nasse har försvunnit! Hans vänner har inte tagit honom på allvar. Gänget från Sjumilaskogen lär sig att det inte krävs någon som är stor för att göra stordåd.

## Rollfigurer – engelska/svenska röster[8]
- Nasse – John Fiedler/Michael Blomqvist
- Nalle Puh – Jim Cummings/Guy de la Berg
- Kanin – Ken Sansom/Charlie Elvegård
- Tiger – Jim Cummings/Rolf Lydahl
- Ru – Nikita Hopkins/Linus Hallström
- Kängu – Kath Soucie/Ayla Kabaca
- Uggla – Andre Stojka/Gunnar Uddén
- I-or – Peter Cullen/Benke Skogholt
- Christopher Robin – Tom Wheatley/Anton Nyman

## Musik i filmen
- Winnie the Pooh, text och musik av Richard M. Sherman och Robert B. Sherman, framförd av Carly Simon och Ben Taylor
- The Wonderful Thing About Tiggers, text och musik av Richard M. Sherman och Robert B. Sherman
- If I Wasn't So Small, text och musik av Carly Simon, framförd av Carly Simon, producerad av Rob Mathes och Carly Simon
- Mother's Intuition, text och musik av Carly Simon, framförd av Carly Simon, producerad av Rob Mathes och Carly Simon
- Sing Ho for the Life of a Bear, text och musik av Carly Simon, framförd av Nalle Puh, Tiger, Kanin, Kängu, Christopher Robin, Ru, I-or och John Fiedler som Nasse
- The More It Snows, musik av Carly Simon, framförd av Nalle Puh och Nasse
- With a Few Good Friends, musik av Carly Simon, text av Carly Simon och Brian Hohlfeld, framförd av Carly Simon med Ben Taylor och Sally Taylor, producerad av Rob Mathes och Carly Simon
- With a Few Good Friends (repris)
- The More I Look Inside, text och musik av Carly Simon, framförd av Carly Simon, producerad av Rob Mathes och Carly Simon
- Comforting to Know, text och musik av Carly Simon, framförd av Carly Simon med Ben Taylor, producerad av Rob Mathes och Carly Simon